# Móra de Logan
La móra de Logan, en anglès:Loganberry, (Rubus × loganobaccus) és un híbrid produït creuant una espècie de móra negra (Rubus vitifolius) i el gerd.

## Origen
Va ser creada el 1883 pel jutge i horticultor nord-americà James Harvey Logan (1841–1928) amb creuaments successius.
Pel seu alt contingut en vitamina C va ser usat per la britànica Royal Navy a principis del segle XX per a prevenir l'escorbut.

## Cultiu
Són plantes molt resistents a les malalties i els freds (com acostuma a passar amb els híbrids) però tendeixen a fer espines i els fruits queden amagats per les fulles. A més la maduració no és simultània. Sovint només es conreen de forma familiar a petita escala.

## Usos
Aquestes móres es poden menjar crues o fer-ne melmelades, pastissos,xarops, etc. Combinen bé amb el vi de Xerès. A Amèrica se'n fa una beguda